# Albión

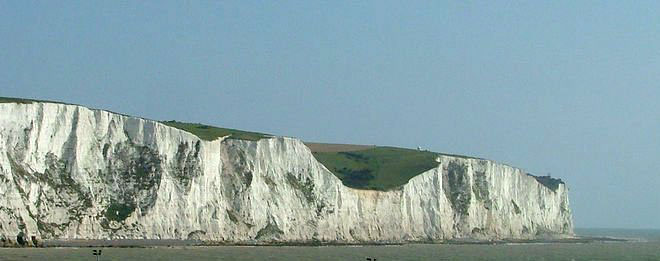
Los acantilados blancos de Dover podrían haber dado origen al nombre de Albión

Albión (en griego antiguo: Ἀλβίων) es el nombre más antiguo conocido de la isla Gran Bretaña. Hoy en día, todavía se utiliza a veces de forma poética para referirse a la isla, e incluso, por extensión, para hacer referencia al Reino Unido o Inglaterra.

## Término

### Origen
El nombre tiene probablemente origen celta, pero los conquistadores romanos lo entendieron como «albus» («blanco»), en referencia a la clara tonalidad de los famosos acantilados de Dover; y A. Holder (Alt-Keltischer Sprachschatz, 1896) lo traduce como «Weissland» («tierra blanca»). Los primeros autores (siglo VI a. C.), cuyos periplos son traducidos por Avieno a finales del siglo IV d. C., no utilizan el nombre de «Britannia»: hablan de «nesos 'Iernon kai 'Albionon» («isla de los iernos y los albiones»). Así, Piteas de Massilia (siglo IV a. C.) habla de «Albion» e «Ierne».
El nombre de Albión fue tomado por autores medievales de los trabajos de Plinio el Viejo y Ptolomeo («Alouion»).
Beda el Venerable, en su Historia ecclesiastica gentis Anglorum, hace referencia al antiguo nombre de «Britannia» como «Albión». Lo hallamos tanto en el texto original latino: «Brittania oceani insula, cui quondam Albion nomen fuit...» (Beda, I, cap. I), como en la versión en anglosajón de Alfredo el Grande de Wessex: «Breoton is garsecges ealond þæt wæs iu geara Albion haten» («Britannia es una isla del océano, que antiguamente se llamó Albión»).

### Relación con el antiguo nombre para Escocia
El nombre de Escocia (Scotland) en las lenguas celtas se relaciona con Albión: «Alba», en gaélico escocés; «Albain», en irlandés; «Nalbin», en manés; y «Alban» en galés/córnico. Estos nombres fueron posteriormente latinizados como «Albania» y anglicados como «Albany», que antiguamente fue un nombre alternativo para Escocia.

### Uso del nombre fuera de Gran Bretaña
«Nova Albion» fue el nombre de la región de la costa del Pacífico de América del Norte explorada y reclamada para Inglaterra por Francis Drake en 1579.
Los nombres de «New Albion» y «Albionoria» (Albión del Norte) se sugirieron brevemente como posibles nombres de Canadá durante el período de la Confederación canadiense.

## La pérfida Albión
Según el historiador Enrique Moradiellos, se ha utilizado desde la segunda mitad del siglo XVI, en el contexto del antagonismo anglo-español de la época, la expresión «pérfida Albión» para referirse al país en términos hostiles: «... se concede a Inglaterra y a sus habitantes el magisterio en las artes de la hipocresía, el disimulo y la traición: La pérfida Albión».